# Abu 'Ubaida
Abu 'Ubaida, Obaida ou Ubaydah (arabe: أبو عبيدة) Ma’mar ibn ul-Muthanna (728-824) était un des premiers érudits musulmans en philologie arabe.  C'était une figure controversée : Ibn Qutaybah a fait remarquer qu'Abu 'Ubaida «détestait les Arabes», bien que ses contemporains le considéraient toujours comme étant peut-être le savant le plus complet de son âge. La question de savoir si Abu 'Ubaida était vraiment un partisan de la Shu'ubiyya est toujours en débat.

## Biographie
On a dit qu'Abu Ubaida était à l'origine juif. Dans sa jeunesse, il était l'élève d'Abu 'Amr ibn al-'Ala', de Yunus ibn Habib et d'Al-Akhfash al-Akbar, et fut par la suite un contemporain d'Al-Asma'i. Son élève fut Abou Oubeid al Allah Al Qassim Ibn Sallam.
En 803 il fut appelé à Bagdad par le calife Harun al-Rashid. Dans un incident raconté par de nombreux historiens, ce dernier a mis au monde un poulain et a demandé à la fois à al-Asma'i et à Abu 'Ubaida, qui avait également beaucoup écrit sur la zoologie, d'identifier les termes corrects pour chaque partie de l'anatomie du cheval. Abu 'Ubaida s'est excusé du défi, disant qu'il était un linguiste et un anthologue plutôt qu'un vétérinaire.
Il était l'un des érudits les plus savants et faisant autorité en son temps à propos de toutes les questions relatives à la langue arabe, aux antiquités et aux histoires. Il est constamment cité par les auteurs et compilateurs ultérieurs. Al-Jahiz le considérait comme le savant le plus savant dans toutes les branches de la connaissance humaine, et Ibn Hisham accepta son interprétation même des passages du Coran. Bien qu'Abu 'Ubaida ne puisse réciter un seul verset du Coran sans commettre d'erreurs de prononciation, il était considéré comme un expert sur les significations linguistiques des versets, en particulier en ce qui concerne le vocabulaire rarement utilisé. Les titres de 105 de ses œuvres sont mentionnés dans le Fihrist d'Ibn al-Nadim, et son Livre des Jours est la base de parties de l'histoire d'Ibn al-Athir et du Kitab al-Aghani d'Abu al-Faraj al- Isfahani, mais rien de cela (sauf une chanson) ne semble exister maintenant sous une forme indépendante.
Il mourut à Bassora en 825.

## Héritage
La nature exacte des opinions religieuses et ethnocentriques d'Abu 'Ubaida est un sujet de débat. Hamilton Alexander Rosskeen Gibb soutient qu'avant l'accusation d'Ibn Qutaybah quelques siècles plus tard, personne ne l'avait accusé de préjugés contre les Arabes; Gibb soutient plutôt que cela était dû à son statut de Kharijite. Hugh Chisholm n'est pas d'accord, soutenant qu'Abu 'Ubaida n'était ni un Kharijite ni un raciste mais simplement un partisan du mouvement de résitance « Shu'ubiyya » et s'est opposé à l'idée que les Arabes étaient intrinsèquement supérieurs aux autres. Dans la description de Chisolm, il se plaisait à montrer que les mots, les fables, les coutumes, etc., que les Arabes croyaient être particulièrement les leurs, étaient dérivés des Perses. Dans ces domaines, il était le grand rival d'al-Asma’i. Les points de vue d'Abu 'Ubaida différaient fortement en ce qui concerne l'arabe et le Coran ; il a nié que le Coran contienne un vocabulaire non arabe, une position à laquelle des commentateurs ultérieurs tels qu'Al-Suyūtī se sont opposés.
Indépendamment de toute controverse, son influence est bien importante : près de la moitié de toutes les informations sur l'Arabie avant l'Islam rapportées par les auteurs ultérieurs provenaient d'Abou 'Ubaida. Il a en outre écrit le premier Tafsir ou commentaire sur le Coran, qui constitua la base pour l'explication des versets de la biographie de Mahomet écrite par Ibn Hishâm.